# Johannes Moritz Wölfel
Johannes Moritz Wölfel (* 24. Juni 1830 in Sangerhausen; † 17. Februar 1893 in Merseburg) war ein Rechtsanwalt und Mitglied des Reichstages.

## Leben
Nach seinem Abitur in Leitz studierte Wölfel Rechtswissenschaften an den Universitäten Halle und Berlin. 1852 wurde er Auskultator, 1854 Referendar, war 1858 bis 1860 Substitut am Oberlandesgericht in Berlin und ab 1861 Rechtsanwalt zunächst in Lützen, ab 1869 in Merseburg.
1867 war er Mitglied des konstituierenden Reichstags des Norddeutschen Bundes und von 1867 bis 1870 Mitglied des Preußischen Abgeordnetenhauses. 1871 bis 1884 wurde er für den Wahlkreis Regierungsbezirk Merseburg 7 (Querfurt-Merseburg) für die Nationalliberale Partei zum Mitglied des Reichstages gewählt. Dabei hatten die Bismarcksche Verwaltung und schließlich auch Bismarck selbst im Vorfeld der Wahlen von 1867 gegen Wölfel von amtlicher Seite Partei ergriffen.